# Circonscription électorale de Nagano
La circonscription électorale de Nagano (長野県選挙区, Nagano-ken senkyo-ku) est une subdivision électorale de la Chambre des conseillers du Japon, représentant la préfecture de Nagano. Deux conseillers y sont élus au scrutin uninominal majoritaire à un tour.

## Conseillers
| Série 1                           | Série 1                           | Série 1                         | Série 1                         | Élection                     | Série 2                          | Série 2                          | Série 2                         | Série 2                         |
| 1er (1947 : 1er, mandat de 6 ans) | 1er (1947 : 1er, mandat de 6 ans) | 2e (1947 : 2e, mandat de 6 ans) | 2e (1947 : 2e, mandat de 6 ans) | Élection                     | 1er (1947 : 3e, mandat de 3 ans) | 1er (1947 : 3e, mandat de 3 ans) | 2e (1947 : 4e, mandat de 3 ans) | 2e (1947 : 4e, mandat de 3 ans) |
| --------------------------------- | --------------------------------- | ------------------------------- | ------------------------------- | ---------------------------- | -------------------------------- | -------------------------------- | ------------------------------- | ------------------------------- |
|                                   | Sanshichi Hanyū (ja) (PSJ)        |                                 | Shirō Kiuchi (ja) (PD)          | 1947                         |                                  | Ryūya Yonekura (ja) (PNC)        |                                 | Morio Kinoshita (ja) (PLJ)      |
| ,1948                             | Sanshichi Hanyū (ja) (PSJ)        | Uemon Ikeda (ja) (PLJ)          | Shirō Kiuchi (ja) (PD)          |                              |                                  | Ryūya Yonekura (ja) (PNC)        |                                 |                                 |
| 1950                              | Sanshichi Hanyū (ja) (PSJ)        |                                 | Shirō Kiuchi (ja) (PD)          | Kotora Tanahashi (ja) (PSJ)  |                                  | Uemon Ikeda (PL)                 |                                 |                                 |
|                                   | Sanshichi Hanyū (PSJ de gauche)   |                                 | Shirō Kiuchi (PL)               | Kotora Tanahashi (ja) (PSJ)  | 1953                             | Uemon Ikeda (PL)                 |                                 |                                 |
| 1956                              | Sanshichi Hanyū (PSJ de gauche)   |                                 | Shirō Kiuchi (PL)               | Kotora Tanahashi (ja) (PSJ)  | Kunitarō Koyama (ja) (PLD)       |                                  |                                 |                                 |
|                                   | Sanshichi Hanyū (PSJ)             |                                 | Shirō Kiuchi (PLD)              | Kotora Tanahashi (ja) (PSJ)  | Kunitarō Koyama (ja) (PLD)       | 1959                             |                                 |                                 |
| 1962                              | Sanshichi Hanyū (PSJ)             | Torao Hayashi (ja) (PSJ)        | Shirō Kiuchi (PLD)              |                              | Kunitarō Koyama (ja) (PLD)       |                                  |                                 |                                 |
| 1965                              | Sanshichi Hanyū (PSJ)             | Torao Hayashi (ja) (PSJ)        | Shirō Kiuchi (PLD)              |                              | Kunitarō Koyama (ja) (PLD)       |                                  |                                 |                                 |
| 1968                              | Sanshichi Hanyū (PSJ)             | Torao Hayashi (ja) (PSJ)        | Shirō Kiuchi (PLD)              |                              | Kunitarō Koyama (ja) (PLD)       |                                  |                                 |                                 |
| 1971                              | Sanshichi Hanyū (PSJ)             | Torao Hayashi (ja) (PSJ)        | Shirō Kiuchi (PLD)              |                              | Kunitarō Koyama (ja) (PLD)       |                                  |                                 |                                 |
| 1974                              | Sanshichi Hanyū (PSJ)             | Ippei Koyama (ja) (PSJ)         | Shirō Kiuchi (PLD)              | Tadao Natsume (ja) (PLD)     |                                  |                                  |                                 |                                 |
| Maki Murasawa (ja) (PSJ)          | Shin'ichirō Shimojō (ja) (PLD)    | Ippei Koyama (ja) (PSJ)         | 1977                            | Tadao Natsume (ja) (PLD)     |                                  |                                  |                                 |                                 |
| Maki Murasawa (ja) (PSJ)          | Shin'ichirō Shimojō (ja) (PLD)    | 1980                            |                                 | Tadao Natsume (PLD)          |                                  | Ippei Koyama (PSJ)               |                                 |                                 |
|                                   | Shin'ichirō Shimojō (PLD)         |                                 | Maki Murasawa (PSJ)             | Tadao Natsume (PLD)          | 1983                             | Ippei Koyama (PSJ)               |                                 |                                 |
| 1986                              | Shin'ichirō Shimojō (PLD)         |                                 | Maki Murasawa (PSJ)             | Ippei Koyama (PSJ)           |                                  | Kazuto Mukaiyama (ja) (PLD)      |                                 |                                 |
|                                   | Maki Murasawa (PSJ)               |                                 | Shin'ichirō Shimojō (PLD)       | Ippei Koyama (PSJ)           | 1989                             | Kazuto Mukaiyama (ja) (PLD)      |                                 |                                 |
| 1992                              | Maki Murasawa (PSJ)               |                                 | Shin'ichirō Shimojō (PLD)       | Toshimi Kitazawa (PLD)       |                                  | Kiyoshi Imai (ja) (PSJ)          |                                 |                                 |
|                                   | Mineo Koyama (ja) (Shinshintō)    |                                 | Maki Murasawa (PSJ)             | Toshimi Kitazawa (PLD)       | 1995                             | Kiyoshi Imai (ja) (PSJ)          |                                 |                                 |
| 1998                              | Mineo Koyama (ja) (Shinshintō)    |                                 | Maki Murasawa (PSJ)             | Toshimi Kitazawa (PDJ)       |                                  | Masatoshi Wakabayashi (PLD)      |                                 |                                 |
|                                   | Mineo Koyama (ja) (Shinshintō)    | Yūichirō Hata (PDJ)             | 1999,                           | Toshimi Kitazawa (PDJ)       |                                  | Masatoshi Wakabayashi (PLD)      |                                 |                                 |
|                                   | Hiromi Yoshida (ja) (PLD)         | Yūichirō Hata (PDJ)             | 2001                            | Toshimi Kitazawa (PDJ)       |                                  | Masatoshi Wakabayashi (PLD)      |                                 |                                 |
| 2004                              | Hiromi Yoshida (ja) (PLD)         | Yūichirō Hata (PDJ)             |                                 | Toshimi Kitazawa (PDJ)       |                                  | Masatoshi Wakabayashi (PLD)      |                                 |                                 |
|                                   | Yūichirō Hata (PDJ)               |                                 | Hiromi Yoshida (PLD)            | Toshimi Kitazawa (PDJ)       | 2007                             | Masatoshi Wakabayashi (PLD)      |                                 |                                 |
| 2010                              | Yūichirō Hata (PDJ)               |                                 | Hiromi Yoshida (PLD)            | Kenta Wakabayashi (ja) (PLD) |                                  | Toshimi Kitazawa (PDJ)           |                                 |                                 |
|                                   | Hiromi Yoshida (PLD)              |                                 | Yūichirō Hata (PDJ)             | Kenta Wakabayashi (ja) (PLD) | 2013                             | Toshimi Kitazawa (PDJ)           |                                 |                                 |
| 2016                              | Hiromi Yoshida (PLD)              |                                 | Yūichirō Hata (PDJ)             | Hideya Sugio (ja) (PDP)      | –                                | –                                |                                 |                                 |
|                                   | Yūichirō Hata (PDP)               | –                               | –                               | Hideya Sugio (ja) (PDP)      | –                                | –                                | 2019                            |                                 |
|                                   | Jirō Hata (ja) (PDC)              | –                               | –                               | Hideya Sugio (ja) (PDP)      | –                                | –                                | 2021,                           |                                 |
| 2022                              | Jirō Hata (ja) (PDC)              | –                               | –                               |                              | –                                | –                                | Hideya Sugio (PDC)              |                                 |
| 2025                              | Jirō Hata (ja) (PDC)              | –                               | –                               |                              | –                                | –                                | Hideya Sugio (PDC)              |                                 |